# Çakırkaya
Çakırkaya ist ein Dorf (Köy) im Landkreis Pülümür der türkischen Provinz Tunceli. Im Jahr 2011 lebten in Çakırkaya 22 Menschen.